# Werner Dahms
Werner Dahms (* 24. März 1920 in Stettin; † 2. September 1999 in Salzburg, Österreich) war ein deutscher Schauspieler.

## Leben und Wirken
Dahms gab nach dem Besuch einer Schauspielschule 1940 sein Debüt unter Gustaf Gründgens an den preußischen Staatstheatern. Anschließend gehörte er bis 1944 offiziell dem Ensemble des Reußischen Theaters in Gera an, de facto war Dahms aber eingezogen. Seine Nachkriegslaufbahn begann er in Darmstadt. Es folgten Verpflichtungen an Bühnen in Göttingen, Hamburg (ab 1950 Deutsches Schauspielhaus), Düsseldorf und Zürich. Anschließend war Werner Dahms zeitweise freiberuflich tätig und nahm nur noch Stückverträge für Gastspiele (etwa nach München) an. Später ließ er sich erneut fest binden, etwa an Bühnen in Bochum und Bremen.
Seine bekanntesten Theaterrollen waren u. a. der Creveaux in Zuckmayers Gesang im Feuerofen, der Don Cesar in Die Braut von Messina, der Kilroy in Williams’ Camino Real und der Laertes in Shakespeares Hamlet. Dahm hat auch für den Hörfunk gearbeitet und hin und wieder auch Kinofilme gedreht. Seit Beginn des Fernsehzeitalters in der Bundesrepublik (1953) sah man ihn mehrfach in Fernsehproduktionen, vor allem in den 1960er und frühen 1970er Jahren.

## Filmografie
- 1953: Blume von Hawaii
- 1953: Der Schlachtenlenker
- 1954: Die Spieler
- 1954: Des Teufels General
- 1963: Die Möwe
- 1964: Der eingebildete Kranke
- 1964: Hafenpolizei: Schmerzensgeld
- 1966: Judith
- 1967: Lichtschacht
- 1967: Romeo und Julia auf dem Dorfe
- 1968: Rotmord
- 1968: Ich bin ein Elefant, Madame
- 1969: Opfer der Pflicht
- 1970: Die Barrikade
- 1970: Peenemünde
- 1971: Einfach sterben …
- 1972: Die Bestattung des Oskar Lieberherr
- 1972: Rechtsprechung – Szenische Rekonstruktion des Prozesses gegen Dr. John Bodkin Adams
- 1976: Als wär’s ein Stück von mir
- 1981: Heute spielen wir den Boß – Wo geht’s denn hier zum Film?